# Улица Анатолия (Барнаул)
Улица Анатолия — улица в Барнауле, от Промышленной улицы до улицы Кутузова.

## История
Прежние названия — Новолинейная (1808), с 1830-х годов — Павловская (по селу Павловску). Проходила по Зайчанской слободе. После установления советской власти, в 1922 году, получила название Комиссарская.
В 1927 году была переименована в улицу Анатолия в честь русского революционера, видного представителя большевистской партии, руководителя партизанского движения на Алтае Матвея Ворожцова (партийная кличка «Анатолий», 1889—1922), жившего на этой улице в последние годы своей жизни.
На улице сохранилось большинство дореволюционных деревянных домов Барнаула.

## Достопримечательности
- д. 6 — дом, на месте которого до начала 1990-х годов сохранялся бревенчатый дом (прежний адрес — Анатолия, д. 22), в котором прошли детские годы В. Г. Павлова, советского дипломата и разведчика.
- д. 102 — Дом литераторов им. В. М. Шукшина[4]
- д. 106 — дом Носовича
- д. 106а — Дом архитектора
- д. 125 — здесь жил и умер Матвей Ворожцов.